# Château de Laclaireau
 (novembre 2011).
Si vous disposez d'ouvrages ou d'articles de référence ou si vous connaissez des sites web de qualité traitant du thème abordé ici, merci de compléter l'article en donnant les références utiles à sa vérifiabilité et en les liant à la section « Notes et références ».
Le château de Laclaireau est un château construit au XIXe siècle dans la localité belge d'Ethe (commune de Virton), situé dans la province de Luxembourg.

## Histoire
Le Château de Laclaireau actuel a été érigé à Ethe-Virton, entre 1852 et 1855, à l’initiative du comte Camille de Briey (1799-1877). Laclaireau est un ancien domaine des comtes de Briey, barons de Landres; ils héritèrent de ce territoire par le mariage du comte Louis avec Charlotte (des comtes) de Lespine, dame de Laclaireau.
Il faut, en fait, remonter au XVIIe siècle pour connaître toute l'histoire de ce château. Vers 1640, fut construite à Laclaireau une vaste bâtisse à trois corps en carré, cernée de douves. C'était un château purement résidentiel. Il fut occupé jusqu'en 1772 par les Lespine de Laclaireau, puis, par le mariage de Charlotte de Lépine avec Louis Giraud Nicolas, comte de Briey, passa dans cette famille jusqu'en 1794. Les affres de la Révolution française touchèrent le village de Ethe les 16 et 17 avril 1794. Un incendie général détruisit alors le château.
C'est Camille Louis Hyacinthe, comte de Briey – dont l'oncle avait épousé la princesse Sophie de Saxe-Cobourg-Gotha, sœur du roi des Belges Léopold Ier –, tour à tour sénateur, ministre des Finances, puis des Affaires étrangères dans le grand cabinet Nothomb avant de devenir diplomate, qui décida, vers 1855, la construction de l'actuel château, le nouveau Laclaireau, érigé en site propre.
Entre 1985 et 2002, la demeure a appartenu à Mme Boulangé-Bertinchamps. Depuis lors, le domaine est entretenu par la fondation Demeure et Châteaux.

## Architecture
Sous la double influence du Classicisme français et de la Russie - où le comte de Briey se trouvait en poste - l'architecture de cette bâtisse présente une grande sobriété et un bel équilibre. On lui adjoignit deux ailes vers 1877. Celles-ci, avec une loggia centrale surplombant l'entrée, rythment les lignes horizontales de l'ensemble pour lui donner l'allure Renaissance qu'elle conserve aujourd'hui. 
Laclaireau évoque les sources d’eau vive et le développement de la métallurgie. Le château est bâti sur de justes proportions et un bel équilibre.